# Sanikiluaq
Sanikiluaq (Inuktikut: Sanikiluaq; ᓴᓂᑭᓗᐊᖅ) è un piccolo insediamento Inuit situato all'interno della Baia di Hudson, sulle Isole Belcher, nella Regione di Qikiqtaaluk del Nunavut, in Canada.

## Economia

### Servizi
Sanikiluaq e la comunità più meridionale di tutto il territorio, e per i trasporti è servita dal Sanikiluaq Airport. I voli sono tre ogni settimana e sono gestiti dalla Air Inuit e dalla Kivalliq Air con partenza da Winnipeg, in Manitoba. Vi è anche una scuola, la Nuiyak School, con 23 insegnanti e ben 302 studenti. 

## Popolazione
Secondo il censimento del 2006, gli abitanti di Sanikiluaq erano 744, in crescita dell'8,8% rispetto ai dati precedenti del 2001.
L'attuale sindaco della comunità di Sanikiluaq è Eli Kavik.